# Johan Venegas
Artikeln följer den spanska namnseden; faderns efternamn är Venegas och moderns efternamn Ulloa.
Johan Alberto Venegas Ulloa, född 27 november 1988, är en costaricansk fotbollsspelare som spelar för Alajuelense och Costa Ricas landslag.

## Landslagskarriär
Venegas debuterade för Costa Ricas landslag den 3 september 2014 i en 3–0-vinst över Nicaragua.